# Brühlstraße 1 (Quedlinburg)

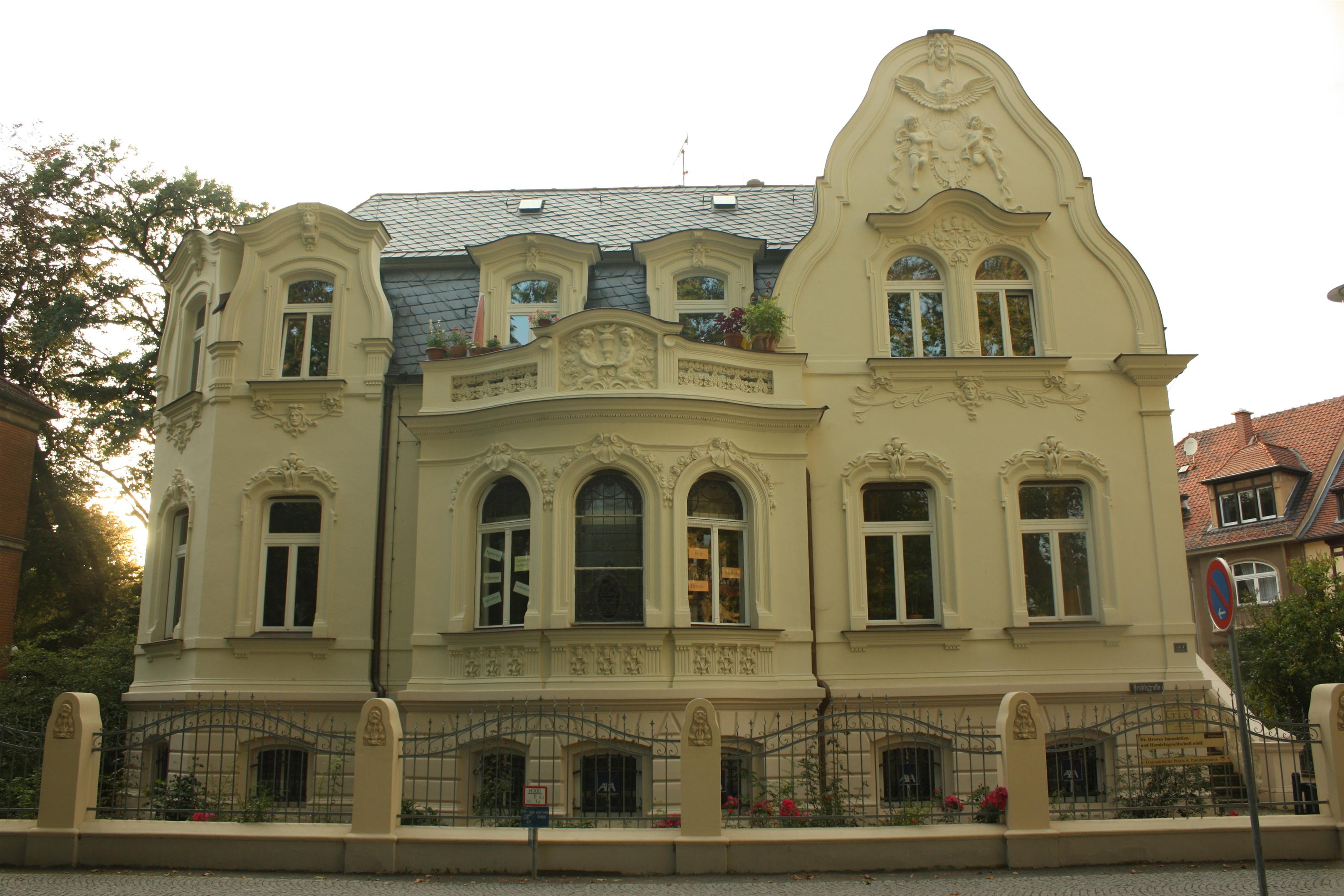
Villa Brühlstraße 1

Das Haus Brühlstraße 1 ist eine denkmalgeschützte Villa in der Stadt Quedlinburg in Sachsen-Anhalt.

## Lage
Sie liegt südlich des Quedlinburger Schloßberges am nordöstlichen Beginn der Brühlstraße und ist im Quedlinburger Denkmalverzeichnis eingetragen.

## Architektur und Geschichte
Die verputzte Villa entstand 1901 im Jugendstil und erinnert in ihrer Gestaltung an die Architektur eines Schlosses. Grundriss und Fassade weisen neobarocke Elemente auf. Gebaut wurde sie vom Architekt Max Schneck für den Goldschmied Kraemer. Auch die Grundstückseinfriedung ist Bestandteil des Baudenkmals.